# Dzień św. Mikołaja
Dzień św. Mikołaja (niderl. Het Sint-Nicolaasfeest) – obraz olejny holenderskiego malarza Jana Steena, przedstawiający rodzinę, która uroczyście obchodzi dzień św. Mikołaja. Obraz znajduje się w zbiorach Rijksmuseum w Amsterdamie.

## Tło
W XVII wieku, uważanym za Złoty Wiek Holandii, bardzo popularne były obrazy rodzajowe, przedstawiające zwykłych ludzi podczas prac i codziennych sytuacji życiowych. Obrazy te miały bardzo często ukryte znaczenia moralne i symboliczne. Takie płótna tworzył Jan Steen, który za scenami ukazującymi różne przyjemne zajęcia, ukrywał przestrogę przed próżniactwem. Malował sceny gorszące, przedstawiające m.in. hazardzistów, pijaną parę małżeńską, postacie robiące rubaszne gesty o pospolitych twarzach, a przy tym naśladował lub rywalizował z innymi malarzami: Brouwerem, Halsem czy van Ostadem.
Na płótnie, powstałym w okresie 1665–1668, przedstawił ucztę z okazji dnia św. Mikołaja, zwanego w języku holenderskim Sinterklaas. Niderlandy były wówczas jedynym krajem protestanckim, w którym obchodzono kult świętego i związaną z nim tradycję. Wielu protestantów krytykowało ów zwyczaj, miasta zakazywały wypiekania ciast i ciasteczek w kształcie świętego. Według tradycji święty przychodził 5 grudnia do domów przez komin, przynosząc prezenty i słodycze grzecznym dzieciom. W oczekiwaniu na niego dzieci wystawiały na kominku puste obuwie na podarunki i śpiewały piosenki adresowane do Mikołaja. Tego dnia dzieci były najważniejszymi osobami w domu, a rodzice musieli spełniać ich zachcianki i przypodobać się im.

## Opis obrazu
Na pierwszym planie przedstawiona jest dziewczynka z podarowaną lalką, przedstawiającą św. Jana i z wiaderkiem zabawek. Lalka świętego według ludowej mądrości miała chronić dzieci przed chorobami. Jej strój może wskazywać na pochodzenie z zamożnego domu. Za nią, po lewej stronie, stoi chłopak, który płacze, bo nic nie otrzymał. Stojąca za nim pokojówka wskazuje na rózgę, którą dostają niegrzeczne dzieci. Dodatkowo śmieje się z niego jego młodszy brat, wskazując szyderczo na niego palcem. Sam chłopiec otrzymał kij do golfa, popularnej gry, podobnej do hokeja. Po prawej stronie stoi grupa trojga innych dzieci, wpatrzonych w sufit. Prawdopodobnie oczekują na przybycie Mikołaja lub liczą na dodatkowe prezenty. Nad grupą, w cieniu, widoczna jest stara kobieta, babcia, która jako jedyna gestem zachęca płaczącego malca do pójścia za nią, za kotarę. Być może, mimo iż był on niegrzeczny, ma dla niego jakiś prezent.
W centralnej części obrazu siedzi ojciec rodziny. Jego twarz jest zadumana, oczy wpatrzone w jeden punkt, zdaje się być gdzieś daleko od zgiełku panującego wokół.
W lewym dolnym rogu Steen namalował szereg przedmiotów, m.in. wielki bochen chleba w kształcie rombu. Wypiek był spożywany jedynie z okazji dni świątecznych, takich jak dzień św. Mikołaja. Niekiedy umieszczano w nim monetę, jako niespodziankę dla ucztujących.